# 上位捕虫笼
上位捕虫笼（upper pitcher），简称上位笼，是猪笼草捕虫笼的一种形态。当猪笼草植株生长到一定程度后，如具攀援茎后，其捕虫笼就会由下位笼转变成上位笼。下位笼和上位笼在形态上有明显的区别，下位笼更矮胖，上位笼更细长。大部分猪笼草上位笼的笼翼都退化为一对隆起。